# Сумеркин, Виктор Васильевич
Ви́ктор Васи́льевич Су́меркин (3 января 1933 ― 13 мая 2019) ― советский и российский тромбонист, музыкальный педагог. Солист симфонического оркестра Ленинградской филармонии, профессор Санкт-Петербургской консерватории. Народный артист Российской Федерации (2004).

## Биография
В 1946-48 годах учился в музыкальной студии Ленинградского дворца пионеров в классе тромбона у В. И. Юдина (артиста оркестра Малого театра оперы и балета — МАЛЕГОТа). В 1948 году поступил и в 1952 году окончил Ленинградское музыкальное училище им. Н. А. Римского-Корсакова по классу И.Гершковича, а 1952 году поступил в Ленинградскую консерваторию в класс профессора Н. С. Коршунова и в 1957 году с отличием её окончил, а в 1962 году здесь же окончил аспирантуру под руководством профессора М. Н. Буяновского.
Исполнительская деятельность В. В. Сумеркина началась в 1957 году в оркестре Мариинского театра. С 1959 года в течение 30 лет он являлся солистом Симфонического оркестра Ленинградской филармонии им. Д. Д. Шостаковича.
С 1956 года начал преподавать тромбон в Ленинградском муз. училище им. Н. А. Римского-Корсакова. С 1971 года в должности преподавателя начал вести класс тромбона Ленинградской консерватории, в 1977 году в должности доцента, с 1982 года — профессора. Многие годы был деканом оркестрового факультета консерватории, а также заведующим кафедрой медных духовых инструментов. С 1990 по 1994 год также преподавал тромбон в Новгородском музыкальном училище.
В. В. Сумеркин воспитал плеяду замечательных музыкантов, среди его учеников дипломанты и лауреаты международных, всесоюзных и республиканских конкурсов Р.Галеев, Х.Калаус, Р.Краснер и другие. В 1980 и в 1982 годах по приглашению Музыкальной академии им. Сибелиуса в Хельсинки проводил семинары финских тромбонистов. Являлся членом ITA — Международной ассоциации тромбонистов, в 2003 году удостаивался почётной премии им. Нейла Хамфельда и в 2020 году (посмертно) — премии The Legacy Circle.
Умер в Санкт-Петербурге 13 мая 2019 года, похоронен на Волковском православном кладбище Санкт-Петербурга.

## Награды, звания
- Лауреат Всесоюзного конкурсов исполнителей на духовых инструментах, 1957 год, г. Ленинград
- Лауреат, II премия на VI Всемирном фестивале молодежи и студентов, 1957 год, г. Москва
- Медаль «В ознаменование 100-летия со дня рождения Владимира Ильича Ленина» (За доблестный труд), 1970 год
- Заслуженный артист РСФСР (1972)
- Премия ITA (Международной ассоциации тромбонистов) им. Нейла Хамфельда (За заслуги в педагогике), 2003 год[5].
- Народный артист Российской Федерации (2004)[6]
- Орден Почёта (2009)[7]

## Жюри конкурсов
- V Всероссийский открытый конкурс музыкантов-исполнителей на духовых и ударных инструментах им. Н. А. Римского-Корсакова, 2000 год, член жюри[8]
- I Международный конкурс духовых и ударных инструментов имени Н. А. Римского-Корсакова, 2004 год, Санкт-Петербург, член жюри[9]
- I Всероссийский музыкальный конкурс по специальностям: «Духовые инструменты, ансамбли духовых инструментов», «Ударные инструменты», 2012 год, Москва, член жюри[10]